# تسامح ديني
يمكن أن يُعرف التسامح الديني بأنه «ليس أكثر من قبول أتباع الديانة السائدة بالديانات الأخرى والإذن بممارسة هذه الديانات، على الرغم من استنكارها واعتبارها ديانات خاطئة أو مؤذية أو ذات مرتبة أدنى». تاريخيًا، تتناول معظم الحوادث والكتابات المتعلقة بالتسامح وضع الأقلية ووجهات النظر المخالفة فيما يتعلق بدين الدولة المهيمن. ومع ذلك، فإن الدين أيضًا اجتماعي، وقد ارتبط التسامح دائمًا بجانب سياسي ما.
تشير النظرة العامة إلى تاريخ التسامح والثقافات المختلفة التي يمارس فيها التسامح، والطرق التي تطور بها هذا المفهوم المتناقض حتى أصبح مفهومًا إرشاديًا، إلى استخدامه المعاصر باعتباره سياسيًا واجتماعيًا ودينيًا وعرقيًا، بما ينطبق أيضًا على مجتمع الميم والأفراد والأقليات الأخرى والمفاهيم الأخرى ذات الصلة مثل حقوق الإنسان.

## في العصور القديمة
اعتُبر التسامح الديني «سمةً مميزةً» للإمبراطورية الأخمينية في بلاد فارس؛ ساعد كورش الكبير في ترميم الأماكن المقدسة في مختلف المدن. وقيل في العهد القديم أن كورش قد أطلق سراح اليهود من الأسر البابلي في 539-530 قبل الميلاد، وسمح لهم بالعودة إلى وطنهم.
ضمت مدينة الإسكندرية الهلنستية، والتي تأسست عام 331 قبل الميلاد، جاليةً يهوديةً كبيرةً عاشت في سلام مع عدد متساوٍ من السكان اليونانيين والمصريين. ووفقًا لمايكل والزر، قدمت المدينة «مثالًا مفيدًا لما قد نعتقد أنه النسخة الإمبراطورية للتعددية الثقافية».
قبل أن تصبح المسيحية كنيسة الدولة للإمبراطورية الرومانية، سمحت للشعوب التي غُزيت بمواصلة عبادة آلهتها. «كانت الدعوة للاستمرار في عبادة آلهة الأراضي المحتلة جزءًا مهمًا من الدعاية الرومانية حول فوائد العبادة داخل الإمبراطورية». اضطُهد المسيحيون بسبب رفضهم لوحدة الوجود الروماني ورفضهم لتكريم الإمبراطور كإله. ولكن أصدر الإمبراطور الروماني غاليريوس مرسومًا عامًا للتسامح مع المسيحية في عام 311، باسمه وباسم ليسينيوس وقسطنطين العظيم (الذي اعتنق المسيحية في العام التالي).

## البوذية
أظهر البوذيون تسامحًا كبيرًا تجاه الأديان الأخرى:
ينبع التسامح البوذي من الاعتراف بأن ميول البشر واحتياجاتهم الروحية متنوعة للغاية، إذ لا يمكن أن يشملها أي تعليم منفرد، وبالتالي سيتم التعبير عن هذه الاحتياجات بشكل طبيعي في مجموعة متنوعة من الأشكال الدينية.
وقال جيمس فريمان كلارك في كتابه عشر ديانات عظيمة (1871):
لم يؤسس البوذيون أي محاكم تفتيش، وجمعوا بين الغيرة الدينية، التي سيطرت على الممالك، والتسامح الذي لا يمكن لتجربتنا الغربية تفسيره.
أعلنت مراسيم أشوكا الصادرة عن الملك البوذي أشوكا الكبير (269-231 قبل الميلاد)، الالتزام بالتسامح العرقي والديني. ونص مرسومه في النقش الحجري الرئيسي الثاني عشر لجيرنار في القرن الثالث قبل الميلاد على أن «الملوك قبلوا ممارسة التسامح الديني، وأن الإمبراطور أشوكا أكد أنه لا يوجد أحد متفوق على غيره، بل سيتبع طريق الوحدة من خلال التعريف بجوهر الأديان الأخرى».
ومع ذلك، فقد كان للبوذية أيضًا خلافات حول التسامح. وأثار بول فولر مسألة عدم الالتزام بالتسامح المحتمل بين البوذيين في سريلانكا وميانمار، بشكل أساسي ضد المسلمين.

## المسيحية
تشير أسفار الخروج واللاويين والتثنية إلى ممارسات مشابهة حول معاملة الغرباء. على سبيل المثال، جاء في سفر الخروج 22:21: «ولا تضطهد الغريب ولا تضايقه، لأنكم كنتم غرباء في أرض مصر». كثيرًا ما تُستخدم هذه النصوص في الخطب للدعوة إلى التعاطف والتسامح مع من يختلفون مع المسيحيين أو من هم أقل نفوذًا منهم. أوضحت جوليا كريستيفا فلسفة التسامح السياسي والديني على أساس كل هوياتنا المتبادلة كغرباء.
وبالاعتماد على مثل الزوان في العهد الجديد، الذي يتحدث عن صعوبة التمييز بين القمح والأعشاب قبل وقت الحصاد، دعم الأسقف وازو من لييج (985-1048) التسامح الديني من خلال القول في «رسالته إلى الأسقف روجر من شالون» إن «الكنيسة يجب ألا تتدخل في اختلاف العقائد المتزايد إلى أن يقوم الرب بفصلهم والحكم عليهم».
استخدم روجر ويليامز هذا المثل لدعم تسامح الحكومة مع جميع «الحشائش» (المهرطقين) في العالم، لأن الاضطهاد المدني غالبًا ما يؤذي «القمح» (المؤمنين) أيضًا عن غير قصد. كما اعتقد ويليامز أن الله وحده من يحق له أن يحكم في النهاية، وليس الإنسان. قدم هذا المثل مزيدًا من الدعم لإيمان ويليامز بالفصل بين الكنيسة والدولة كما هو موصوف في كتابه عام 1644، العقيدة الدموية للاضطهاد بسبب المعتقد.

### العصور الوسطى
برزت حالات من التسامح الديني مع مجموعات معينة خلال العصور الوسطى، وكان المفهوم اللاتيني للتسامح (توليرانتيا) «مفهومًا سياسيًا وقضائيًا متطورًا للغاية في اللاهوت المدرسي والقانون الكنسي في العصور الوسطى». استُخدم مفهوم توليرانتيا للإشارة إلى «الاعتماد على السلطة المدنية في مواجهة الغرباء، مثل غير المؤمنين، والمسلمين أو اليهود، والفئات الاجتماعية الأخرى أيضًا مثل البغايا ومرضى الجذام». أما حركات الهرطقة مثل كاثار، وولدينيسية، والمهرطق يان هوس وأتباعه الهوسيين، فقد تعرضوا للاضطهاد. بدأ اللاهوتيون المنتمون أو المتفاعلون مع الإصلاح البروتستانتي بمناقشة الظروف التي ينبغي بموجبها السماح بالفكر الديني المخالف في وقت لاحق من العصور الوسطى. لم يوثق وجود التسامح «كممارسة تعترف بها السلطة» في البلدان المسيحية قبل القرن السادس عشر.